# 초록뱀엔터테인먼트
《초록뱀엔터테인먼트》는 대한민국의 연예 기획사이며 초록뱀미디어를 자회사로 하고 있다.
소속 배우로는 한지현, 이상이가 있다. 2025년 2월 경영진 및 사명을 전격 교체하며 새롭게 출범했다. 